# Alton (condado de Belknap)
Alton es un lugar designado por el censo ubicado en el condado de Belknap en el estado estadounidense de Nuevo Hampshire. En el Censo de 2010 tenía una población de 501 habitantes y una densidad poblacional de 393,97 personas por km².

## Geografía
Alton se encuentra ubicado en las coordenadas 43°27′23″N 71°13′20″O / 43.45639, -71.22222. Según la Oficina del Censo de los Estados Unidos, Alton tiene una superficie total de 1.27 km², de la cual 1.19 km² corresponden a tierra firme y (6.31%) 0.08 km² es agua.

## Demografía
Según el censo de 2010, había 501 personas residiendo en Alton. La densidad de población era de 393,97 hab./km². De los 501 habitantes, Alton estaba compuesto por el 99% blancos, el 0.2% eran afroamericanos, el 0% eran amerindios, el 0.4% eran asiáticos, el 0% eran isleños del Pacífico, el 0% eran de otras razas y el 0.4% pertenecían a dos o más razas. Del total de la población el 0.8% eran hispanos o latinos de cualquier raza.